# The Polar Express
The Polar Express (conocida en Hispanoamérica como El expreso polar y en España como Polar Express) es una película animada con captura de movimiento, dirigida por Robert Zemeckis, distribuida por Warner Bros. Pictures y estrenada en 2004. Su trama, basada en el libro infantil El Expreso Polar (1985) de Chris Van Allsburg, trata sobre las aventuras de un grupo de niños a bordo del tren mágico El Expreso Polar para conocer a Papá Noel en el Polo norte durante Nochebuena.
La producción de la película se remonta a 1999, cuando Tom Hanks adquirió los derechos del libro atraído por sus ilustraciones y su temática navideña. A partir de un libreto escrito por William Broyles Jr. y él, Zemeckis optó por filmarla con la tecnología de captura de movimiento, novel en la industria del cine de esa época, «como si se tratara de una pintura al óleo en movimiento». Como resultado, se crearon tres sets con sus respectivos modelos a escala para rodar las escenas con ayuda de múltiples cámaras infrarrojas, herramientas de renderización y estaciones de trabajo, y marcadores adherentes a trajes de velcro y al rostro de los actores. El elenco principal de voces estuvo conformado por Tom Hanks, Daryl Sabara, Nona Gaye, Jimmy Bennett y Eddie Deezen, mientras que otros intérpretes como Josh Hutcherson, Chantel Valdivieso, Peter Scolari y Michael Jeter contribuyeron con movimientos corporales para ciertas tomas adicionales. Randy Thom y Alan Silvestri estuvieron a cargo de los efectos de sonido y la banda sonora de la película, respectivamente.
Tras su estreno tanto en formato tradicional en 2D como en IMAX, la película recaudó 286 millones USD, lo que le llevó a ser catalogada como una de las producciones cinematográficas con temática navideña más exitosas de todos los tiempos, así como una de las que generó mayores recaudaciones en 2004. Si bien varios medios coincidieron en brindar calificaciones negativas a la animación de los ojos de los personajes, con el paso del tiempo ha persistido como una de las producciones animadas favoritas tanto de la prensa como del público, y gracias a sus relanzamientos anuales se han recaudado más de veinte millones USD adicionales al importe original. Además de múltiples nominaciones, obtuvo una variedad de premios entre los cuales se incluye un Grammy por el tema «Believe» interpretado por Josh Groban, en la categoría de mejor canción escrita para una película, televisión u otro medio visual.

## Argumento

### Sinopsis
Cada Nochebuena, el tren denominado El Expreso Polar lleva a niños al Polo norte para conocer a Papá Noel justo antes de que parta en su trineo a entregar obsequios en el mundo. La película comienza cuando el tren recoge en su casa al protagonista, referido simplemente como el «niño héroe». Para subir a bordo es necesario un boleto proporcionado por el Conductor. Una vez en su interior, el niño héroe conoce a los demás tripulantes, entre ellos «Sabelotodo», la niña heroína y un niño tímido llamado Billy. Durante el recorrido, un grupo de meseros les sirve tazas de chocolate caliente a los niños a la vez que llevan a cabo una coreografía musicalizada por el Conductor. La niña heroína guarda una taza para Billy, que subió a otro vagón del tren. Cuando acude a dárselo, el niño héroe extravía el boleto de la niña y, al percatarse de la desaparición del boleto, el Conductor le pide a esta que lo acompañe. 
Mágicamente el boleto regresa flotando al tren tras una travesía en la que se encuentra con lobos y águilas, por lo que el protagonista decide llevarle el boleto a la niña y al Conductor. Su búsqueda lo lleva a subirse al techo del vehículo en marcha, en donde conoce a un misterioso vagabundo que se denomina a sí mismo como «el rey del Polo norte» y que se mofa del escepticismo del niño hacia la Navidad. No obstante, gracias a su ayuda logra llegar a la carbonera del tren y posteriormente desaparece. Al encontrarse de vuelta con el Conductor y la niña, que está aprendiendo a manejar el tren, este acepta el boleto. Tras abrirse paso entre una manada de caribúes y atravesar con dificultades un lago congelado, Steamer y Smokey —a cargo de conducir el tren— logran llegar a su destino. Previamente el niño vuelve a tener un encuentro con el vagabundo en un vagón de juguetes abandonados, aunque esta ocasión el sujeto lo asusta con una marioneta de Ebenezer Scrooge.

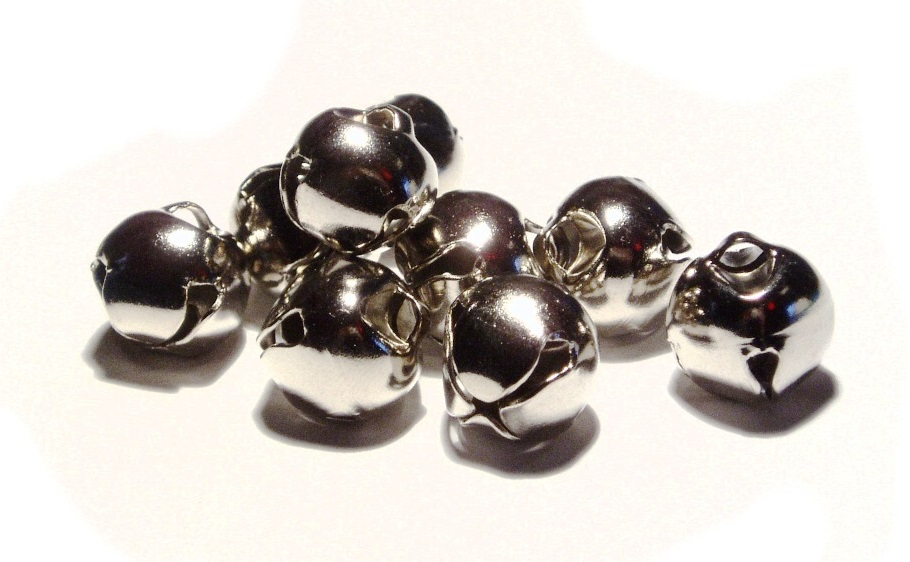
El cascabel es uno de los principales elementos de The Polar Express.

Una vez en el Polo norte, los niños héroes y Billy son transportados accidentalmente, en uno de los vagones desacoplados del tren, hacia el centro de la ciudad en la que habitan Papá Noel y sus duendes. En su camino de vuelta a la plaza principal con el resto de niños, que esperan la medianoche para conocer a Papá Noel, los protagonistas llegan hasta un saco de considerable tamaño y repleto de los obsequios que habrían de ser entregados en Navidad, en donde se encuentran también con Sabelotodo, guiado por la curiosidad de conocer anticipadamente sus obsequios navideños. Antes de colocar el saco en el trineo, los duendes les ayudan a regresar a la plaza principal. Cuando Papá Noel llega al punto de encuentro, el niño héroe se percata de que es el único que no puede escuchar los cascabeles que portan los renos del trineo. Tras asegurarse a sí mismo de que sí cree en la existencia de Papá Noel, este le obsequia uno de los cascabeles del trineo a manera de «primer regalo de Navidad» y luego de despedirse de los niños, los duendes y el Conductor, parte en su trineo. Antes de dejar el Polo norte, los duendes llevan a cabo una celebración en la plaza para conmemorar la Navidad.
El niño héroe se percata de que extravió el cascabel de Papá Noel una vez que el tren se pone en marcha para dejarlos de vuelta en sus hogares. Al día siguiente el protagonista se reúne con su familia para abrir juntos los regalos colocados en el árbol de Navidad, y para su sorpresa se da cuenta de que una de las cajas contiene el cascabel y una carta firmada por Papá Noel. En las escenas finales, el niño héroe narra que desde entonces sigue escuchando el sonido del cascabel, a pesar de que su familia y amistades dejaron de hacerlo con el transcurso del tiempo.

### Temáticas
The Polar Express comprende una «celebración de la maravilla y la imaginación de la infancia», «una especie de odisea en la que un héroe emprende un viaje mítico y peligroso de autodescubrimiento», así como una «parábola de la importancia de creer en Jesucristo», de acuerdo con Van Allsburg, Broyles Jr., y Paul Lauer, este último uno de los responsables de la promoción y mercadotecnia de la cinta. Desde el inicio, el tren que da nombre al filme «dirige su atención hacia los niños, de edad preadolescente, que están a punto de dejar de creer en Santa, perdiendo así su espíritu navideño».
Además de la Navidad, el principal tema abordado por la película es la creencia. De acuerdo con Zemeckis, la escena en la que Santa Claus se revela al protagonista como «el espíritu de la Navidad» representa la mayor creencia: «Cuando los símbolos del espíritu empiezan a confundirse con la realidad, ahí es cuando te metes en problemas [...] El espíritu de las celebraciones navideñas es de lo que se tratan, en última instancia, todos los adornos». Este elemento es representado físicamente por los cascabeles del Polo norte, «que solo pueden ser oídos por aquellos que creen». Adicionalmente, en ciertas secuencias se incluyen mensajes morales como «No importa a donde vaya el tren, lo importante es subirse a bordo» y «El significado de la Navidad está en tu corazón». De acuerdo con Conner Tighe, de Ballstatedaily.com: «Ninguna otra película navideña ha podido concebir un tema unificado en torno al cual gira la Navidad: la creencia. The Polar Express se trata de creer en algo, incluso si nadie más lo hace».
En el ámbito religioso, la cinta sirve como una metáfora sobre la creencia en Dios y la Santísima Trinidad: «El protagonista actúa como los "escépticos" de la sociedad, emprendiendo un viaje espiritual (hecho físico por el tren) para encontrarse a sí mismo y así encontrar a Dios. El títere Scrooge, dominado por el vagabundo, llama al héroe un "escéptico" en un intento de asustarlo. Este apodo puede ser una referencia al "Tomás que dudaba", el apóstol que se negó a creer en la resurrección de Jesús en el tercer día. Hasta que lo vio físicamente».
Otras temáticas exploradas por The Polar Express son la pérdida de la inocencia infantil, la nostalgia, la tristeza, el misterio, la melancolía, la duda —por ejemplo, el fantasma del vagabundo «es una manifestación de las dudas [del niño]. En la escena en la que el héroe habla con él, constantemente este le recuerda que no cree en Santa para no parecer un tonto»—, la frustración y la alegría. Todas estas sensaciones se manifiestan primordialmente en la paleta de colores de las distintas escenas; el azul «sombrío y melancólico» es usado en la mayor parte de la primera mitad de la película, mientras que el rojo es predominante al arribar al Polo norte debido a que es comúnmente asociado con el «espíritu navideño». En términos generales, «la película tiene una forma de tocar el corazón de los adultos y los niños porque es nostálgica y nos trae muchos de nuestros recuerdos de la infancia».

## Reparto principal
El proceso de selección del reparto estuvo a cargo de Scot Boland y Victoria Burrows. Al principio, Tom Hanks iba interpretar solamente al conductor del tren, sin embargo, Zemeckis le propuso personificar a múltiples personajes porque «[significa] entonces que podemos hacerlo [una película con captura del movimiento]». De esta forma, dio vida al padre, al conductor, al vagabundo, a Santa Claus y al niño héroe. De acuerdo con el actor, que describió el proceso como «exhaustivo»: «En realidad, es un regreso a un tipo de actuación que en las películas no se te permite hacer. [...] No tienes que preocuparte por las luces, los ángulos, los rieles, las cámaras o la cobertura sobre los hombros. Básicamente hicimos una serie de actuaciones de 10 o 15 minutos en las que lo [sentimos] de verdad, lo hicimos todo en tiempo real y, cuando terminamos, Bob tenía todo lo que necesitaba [...] Fue una cantidad ridícula de diversión. Simplemente tienes que olvidar un montón de cosas que sabes de adulto y participar, literalmente, en la atmósfera del recreo». En cuanto a su actuación como Papá Noel, señaló: «[El personaje] para este niño no era este contador rollizo que bajaba por la chimenea todos los días. Era un hombre enorme y musculoso que tenía que levantar un saco de regalos enorme. Tenía que ser un tipo grande y fuerte [...] Es hermoso ser Papá Noel, salir a buscar los regalos para tus hijos y hacer que abran bien los ojos. Los hace sentir tan felices y especiales porque bajó por la chimenea. Bajaste, pero ellos no lo saben. Entonces está bien [...] Interpretarlo fue mi [parte] favorita. Es como hacer de Elvis en una película de Elvis».
Debido al infructuoso esfuerzo de Zemeckis al modificar digitalmente el tono de voz de Hanks como el niño héroe, la actuación de voz recayó en el actor infantil Daryl Sabara. A su vez, Josh Hutcherson contribuyó con capturas adicionales del movimiento del personaje. En opinión de este último, se trató de «la primera gran película» en su trayectoria cinematográfica. Los actores Eddie Deezen y Nona Gaye personificaron al niño «sabelotodo» y a la niña heroína, respectivamente. A diferencia de Hanks, sus interpretaciones de voz sí permanecieron en la edición final de la cinta. Con relación a su participación en la cinta, Goye detalló: «Fue increíble porque terminamos muy rápido. Hacíamos algunas tomas y Bob [Zemeckis] averiguaba cuál era la correcta, y estaba hecho. No estaba acostumbrada a eso en absoluto. Por lo general, hay iluminación e intentamos arreglar las cosas y cambiarlas y prepararnos para la siguiente escena, y no tuvimos que hacer eso. Así que fue muy divertido. Nos lo pasamos genial haciéndolo». En su opinión, la niña heroína «es muy extrovertida, pero al mismo tiempo es un poco cohibida cuando surgen cosas de las que no está segura. Cuando alguien la pone a prueba por algo, ella se dobla. Así que su desafío en la película es resolverlo. Ella es una chica realmente genial».
Otros actores que estuvieron involucrados en The Polar Express fueron Leslie Zemeckis como Sarah y la madre del niño héroe —Isabella Peregrina proporcionó la voz de Sarah—; Peter Scolari y Jimmy Bennett como Billy; y Michael Jeter y André Sogliuzzo como Smokey y Steamer. A continuación se mencionan los intérpretes de voz de cada personaje principal:
- Conductor: es quien invita a los niños a abordar el tren en cada parada, y está a cargo de supervisarlos a lo largo del trayecto. Tom Hanks se encargó de dar vida a este personaje.
- Vagabundo: es un fantasma que habita en el tren y que ayuda al Niño héroe durante el trayecto hacia el Polo norte. En una de las escenas utiliza una marioneta de Scrooge para atemorizar al protagonista. Ambos personajes son interpretados por Hanks.
- Papá Noel: aparece durante la conmemoración de la Navidad y conoce a los niños del Expreso Polar antes de partir en su trineo a repartir los regalos. Es interpretado por Hanks.
- Niño héroe: es un niño que está empezando a dejar de creer en Papá Noel. Una Nochebuena es visitado por el conductor a bordo del Expreso Polar para acudir al Polo norte. La captura del movimiento del personaje recayó en Hanks y Josh Hutcherson, mientras que la voz en inglés estuvo a cargo de Daryl Sabara.
- Niña heroína: es una de las tripulantes del tren que se vuelve amiga del niño héroe. Físicamente es interpretada por Chantel Valdivieso, mientras que Nona Gaye prestó su voz para el personaje.
- Billy: también conocido como «niño solitario», es un niño tímido que también forma parte de la tripulación del tren. Conforme va estableciendo su amistad con los protagonistas, adquiere más seguridad en sí mismo. Hayden McFarland y Peter Scolari, y Jimmy Bennett proporcionaron los movimientos y voz del personaje, respectivamente.
- Niño sabelotodo: es un niño inteligente e inquieto que forma parte de la tripulación. El rol estuvo a cargo de Eddie Deezen y Jimmy Pinchak.
- Smokey y Steamer: están a cargo de poner en marcha el tren junto con el Conductor. Michael Jeter y André Sogliuzzo contribuyeron con la captura del movimiento y la voz, respectivamente.

## Producción

### Guion
En 1999 Tom Hanks adquirió los derechos para una eventual adaptación del libro infantil El Expreso Polar, escrito e ilustrado por Chris Van Allsburg y publicado por primera vez en 1985. En sus palabras: «Es una historia inquietante y muy efectiva, y realmente no puedes poner el dedo en ella. Creo que se la he estado leyendo a mis hijos desde que se publicó. Y a medida que te acercas cada vez más a la Navidad, la lees más y más [...] La idea de que tal vez [se adapte] en una película es un factor X. No tienes idea de si será posible o no».
Originalmente la adaptación cinematográfica iba a ser una producción conjunta del estudio de Hanks, Playtone, y Castle Rock Entertainment, dirigida por Rob Reiner y protagonizada por Hanks como el conductor del tren. Tras la salida de Reiner del proyecto, Robert Zemeckis asumió tanto la dirección como la redacción del libreto, en esta última labor apoyado por el guionista William Broyles Jr., en lo que habría de ser su tercera colaboración en el cine con Hanks tras Forrest Gump y Náufrago. Aproximadamente en el año 2000 Hanks le había enviado una copia del libro a Zemeckis para conocer su opinión sobre la adaptación cinematográfica. Según Zemeckis: «Fue maravillosamente liberador. [Pensé en que] el tren se saldrá de las vías y se deslizará por un lago congelado. Está bien, genial. Escribamos eso».
La intención de Zemeckis era adaptar el relato de Van Allsburg «como si se tratara de una pintura al óleo en movimiento, con toda la calidez, la inmediatez y las sutilezas de una actuación humana [...] A mi parecer, la esencia del libro eran sus ilustraciones. De ahí provienen las emociones, en mi opinión, y sin esas imágenes estás descartando la mitad del libro». No obstante, descartó una versión animada o en live action: «No quiero que luzca como dibujos animados [... y con] imágenes reales la acción luciría terrible, además de que sería imposible, ya que costaría mil millones de dólares en vez de 160 millones». Cabe mencionar que Van Allsburg también rechazó una adaptación animada al momento de ceder los derechos de su obra. De acuerdo con Hanks: «Hay algo muy sorprendente, francamente, en las pinturas de Chris Van Allsburg. No son dibujos. Son versiones impresionistas de la casa de este niño y de lo que era estar en un tren y todos los aspectos de la aventura que emprenden. Siempre obtuve una sensación muy táctil al leer el libro, [además de resultarme una] historia muy elegante, simple, pero complicada y sofisticada sobre lo que la Navidad significa para todos y cada uno de nosotros».
La redacción del guion se llevó a cabo en 2002 de forma simultánea a la elaboración del guion gráfico al cual se integraron los diálogos de voces grabados por parte del elenco a mediados de ese año. Una vez finalizado el libreto, la producción continuó con la captura del movimiento del elenco. De acuerdo con Hanks: «Cuando Bob comenzó a escribir el guion, comenzó con la primera línea del libro y la terminó con la última línea, manteniéndose alejado de la narrativa estándar de protagonista-antagonista. Suele ser una tontería hacer avanzar la historia o poner en peligro [a los personajes]. Creo que la gran mayoría de la audiencia puede ver una narrativa formulada a un millón de millas de distancia. Están cansados de eso. Es muy predecible. La razón por la que vas al cine es para sorprenderte con una narrativa que no puedes predecir hacia dónde se dirige. Así que, en muchos sentidos, seguimos averiguando qué no hacer con la historia en lugar de qué hacer. Pero todo esto salió de una corriente de conciencia de Bob cuando comenzó a indagar en el material». Broyles Jr., detalló lo siguiente: «Escribir un guion en estas condiciones requiere un tiempo para acostumbrarse [...] Por lo general, a medida que se acerca el momento de la filmación, uno ajusta el guion a lo que es posible. Pero con esto, conforme se acercaba el momento, quedó claro que todo era posible. Al principio, hubo una alegría increíble, pero luego fue seguida por la comprensión de que cualquier cosa que imagines tiene que estar al servicio de la historia».

### Diseño y animación
Ken Ralston y Jerome Chen estuvieron a cargo de supervisar los efectos visuales de la cinta, mientras que Demian Gordon asumió la supervisión de la captura del movimiento. Se trató de la primera película completamente animada de Imageworks, así como el primer filme computarizado producido en imagen tridimensional y el primero animado íntegramente con tecnología de captura del movimiento.
Uno de los primeros objetivos del equipo consistió en identificar las distintas alternativas para grabar el largometraje, y tras una serie de pruebas a cargo del supervisor de animación, David Schaub, que se extendieron durante tres meses y mediante las cuales se produjeron ocho tomas distintas, se optó por utilizar la captura de movimiento, puesto que «era más parecido a dirigir una obra de teatro que una película [y] podían filmar tomas mucho más largas. No tenían que detenerse cuando era necesario mover la cámara o colocar un micrófono en el encuadre». Las otras opciones de filmación eran el uso de imágenes reales, o una combinación simultánea de imágenes reales y efectos animados por computadora. La mayoría de la tecnología que habría de emplear Imageworks en The Polar Express todavía estaba en etapa de investigación y desarrollo durante la producción de la cinta, y pasó a ser referida como «Imagemotion» por el propio estudio. Originalmente, la idea de Zemeckis y Hanks era una producción conjunta entre Castle Rock Entertainment y Universal Pictures, no obstante, este último descartó la propuesta ante la incertidumbre de invertir en tecnología inédita y costosa, además del elevado sueldo de ambas celebridades.

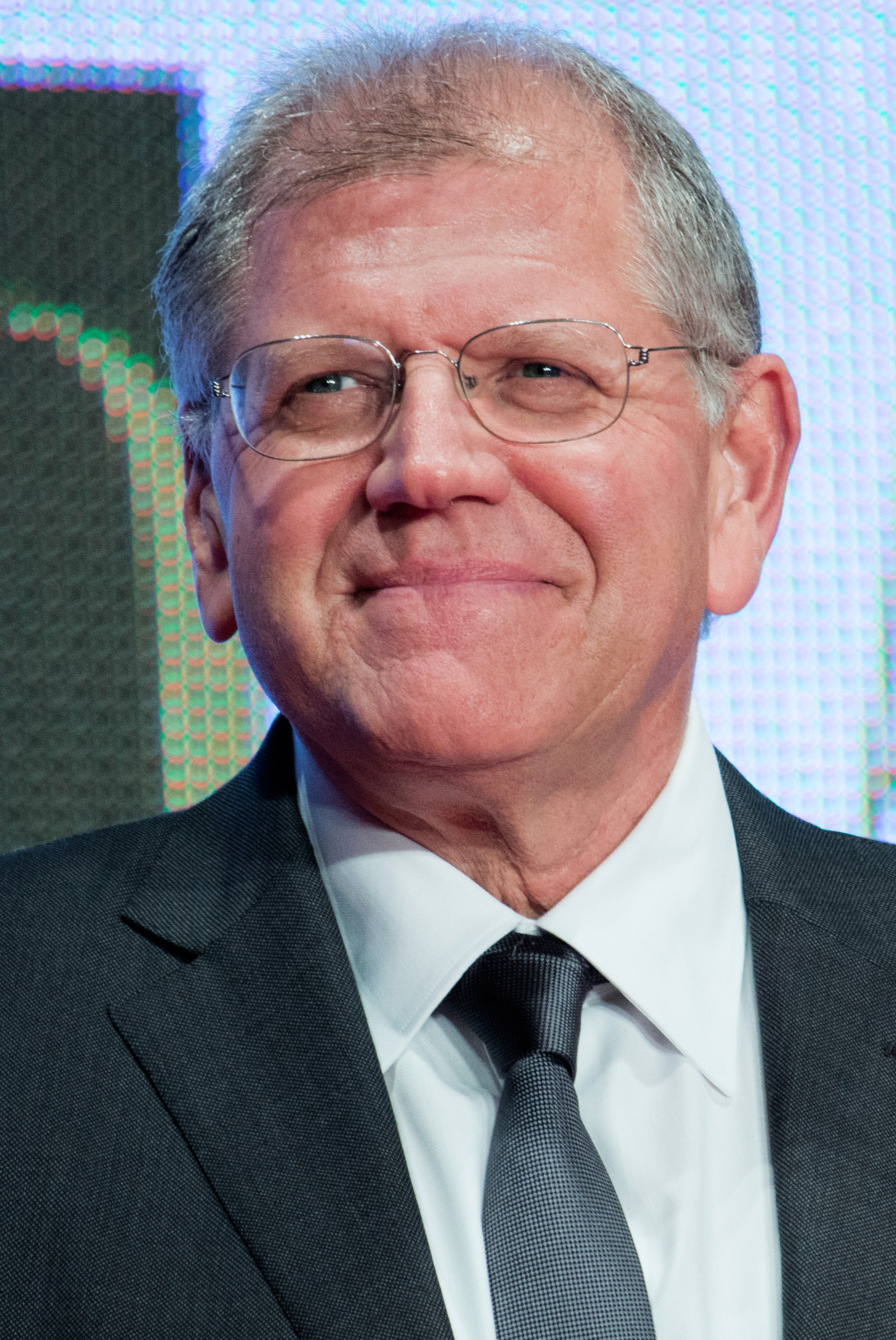
Robert Zemeckis, director de The Polar Express.

El equipo construyó tres sets de diferentes dimensiones en una bodega en Culver City, California, para capturar el movimiento de los actores y casi todas las escenas se rodaron en el set de menor volumen —aproximadamente de 27 m3—. Se dispuso adicionalmente de una estructura en forma de domo y construida con andamios en el área circundante a la superficie de grabación. El set más amplio, de 28 800 m3, se utilizó para grabar la secuencia musical del chocolate caliente. A su vez, cada set contó con tres modelos a escala: uno en proporción normal y los otros en 120 % y 200 %, respectivamente, para grabar las escenas en que aparecen los adultos, los niños y los duendes. El rodaje de una escena podía requerir el uso de uno o más de estos sets de manera simultánea. Cabe agregar que Van Allsburg llevó a cabo seminarios con los animadores para explicarles el proceso de ilustración de su libro. Para recrear con exactitud la locomotora Pere Marquette 1225, en la cual está inspirado el tren de The Polar Express, Warner Bros adquirió los planos del vehículo en 2002.

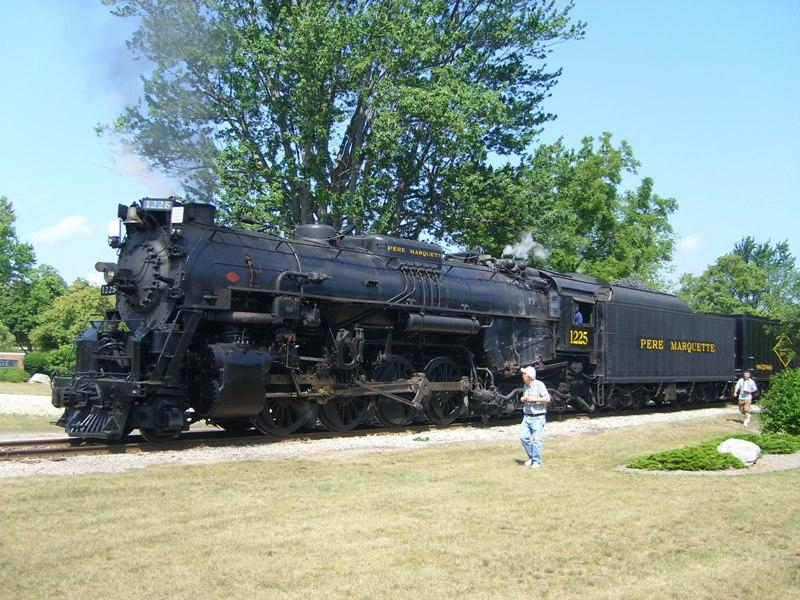
La locomotora de vapor Pere Marquette 1225, modelo en el que está basado el diseño de El Expreso Polar que da nombre al libro y a la película.

Se fotografiaron los planos de planta de cada set y se imprimieron en paneles de madera contrachapada que eran colocados en el suelo y elegidos de acuerdo con las tomas que habrían de grabarse en el transcurso del día. Para rodar las escenas en el set más pequeño, el equipo de producción recurrió a una plataforma elevadora que les ayudó a filmar la parte superior e inferior de los actores en dos tomas por separado, las cuales eran superpuestas durante la etapa de edición. De esta forma se produjo, por ejemplo, la escena en la que los niños caen al suelo cuando el protagonista activa el freno de emergencia del tren. Para interpretar a los personajes infantiles y a los duendes, los sets y los objetos de cada toma eran escalados para que los actores adultos parecieran de una proporción similar a la de un niño. Estas imágenes eran luego superpuestas en las tomas que el equipo hacía de los movimientos de actores infantiles. Para que las miradas de los personajes adultos e infantiles se correspondieran entre sí, se creó un dispositivo denominado «snorkel» consistente en una mochila con una barra de 3 pies (0,9 m) que tenía una esfera en la parte superior; durante la grabación, el actor que interpretaba al niño debía mirar hacia el snorkel usado por otro actor.

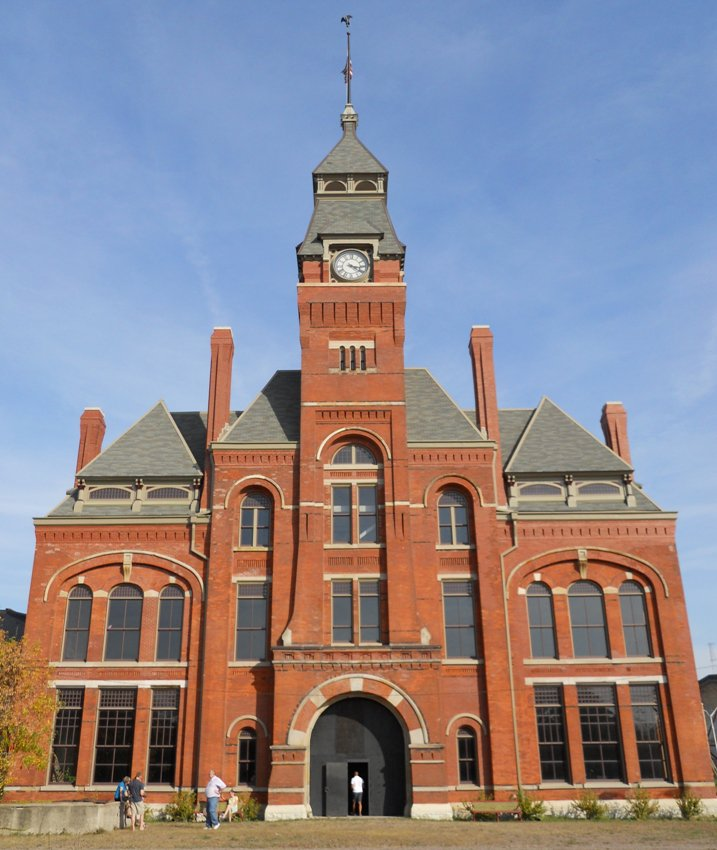
El diseño del edificio principal en la plaza del polo norte está inspirada en la Pullman Chicago Clock Tower.

Para la animación de los personajes, se utilizó un sistema de 242 cámaras infrarrojas Vicon dispuestas en diferentes ubicaciones a lo largo de cada set, y mayormente empleadas en la captura de los rasgos faciales de los actores. Esto les permitió filmar a cuatro actores simultáneamente y agilizar el calendario de producción, además de evitar problemas derivados de la luz ambiente. Gracias a este sistema, el director de fotografía pudo visualizar en tiempo real una versión digitalizada de las grabaciones con los actores, y elegir las tomas con los ángulos adecuados para cada escena. Cada actor llevaba colocados 152 marcadores en su rostro para la captura del movimiento —más del doble del que solía usarse en aquel entonces en producciones similares—, los cuales se ocultaban con ayuda de maquillaje y prendas fabricadas con un material similar a la malla para facilitar la interpretación. Los 72 marcadores del resto del cuerpo estaban integrados en trajes de velcro que eran usados por los mismos actores. Para el diseño digital del vestuario, el equipo fotografió a cada actor con el respectivo atuendo usado por su personaje correspondiente. Mientras tanto, los objetos eran cubiertos con una malla grisácea a través de la cual podían grabar las cámaras y ser capturados digitalmente. La producción de ciertos efectos se llevó a cabo con ayuda de ciertos accesorios rudimentarios, como ocurrió al replicar la sensación de caminar en la nieve mediante el uso de espuma y malla gallinera. Para las escenas en las que aparecen dos o más personajes interpretados por Hanks, y uno de los cuales es el niño protagonista, se recurrió a los actores infantiles Daryl Sabara y Josh Hutcherson. La animación de los distintos lugares y estructuras que aparecen en la película, como la plaza del Polo norte, resultaban de la digitalización de modelos a escala construidos a partir de los planos correspondientes.
Se optó por grabar The Polar Express a 60 fotogramas por segundo para reducir la cantidad de metraje resultante, el cual era almacenado diariamente en un sistema de cuatro computadoras interconectadas, así como una render farm en línea de más de 1200 procesadores integrados en estaciones de trabajo Dell e IBM. El departamento de integración estuvo a cargo de incorporar los diseños animados de los personajes en las grabaciones de los actores. Ciertas secuencias de la película, como el vuelo del ticket y la manada de caribúes, fueron animadas sin uso de la captura del movimiento —al principio, Zemeckis tenía varias ideas para la escena del ticket, que incluían dotar de cierta «motivación» propia al objeto para que buscara regresar por su cuenta al tren, o adoptar distintas formas de origami—. Adicionalmente, esta área utilizó nuevos complementos para mejorar la animación de los movimientos de cada personaje, así como para producir múltiples personajes en una sola secuencia. Durante la etapa de edición, los animadores revelaron que el diseño de los ojos resultó el elemento más «problemático» de la producción dada la necesidad de «emular su comportamiento natural» en la animación; así como la apariencia del rostro de los niños. Otros efectos digitales del filme incluyeron la incorporación de los copos de nieve mediante simulación de fluidos y de partículas; la interacción de los personajes con la nieve mediante un sistema de renderización; y la creación de humo, vapor, nevadas y fragmentos de hielo con ayuda de la herramienta denominada Splat —acrónimo de Sony Pictures Layered Art Technology—.
En mayo de 2004 comenzó a producirse la adaptación para IMAX 3D a partir del formato tradicional en 2D, para lo cual Imageworks eligió a un equipo alternativo de setenta animadores. Para esta labor recurrieron al sistema DMR, acrónimo de «Digitally Re-mastering», que les permitió aumentar la resolución nativa del metraje original en 2K a 4K. Asimismo, se hizo una remezcla del sonido para ajustarlo a la tecnología IMAX. La producción de The Polar Express concluyó tras un período de dos años y medio, y requirió la participación de 319 animadores y personal técnico en general. Algunas herramientas informáticas usadas para el diseño y animación incluyeron Alias Maya, Cinema 4D, Alias MotionBuilder, RenderMan, Bonsái, Birps y Splat, entre otras.

### Sonido y banda sonora

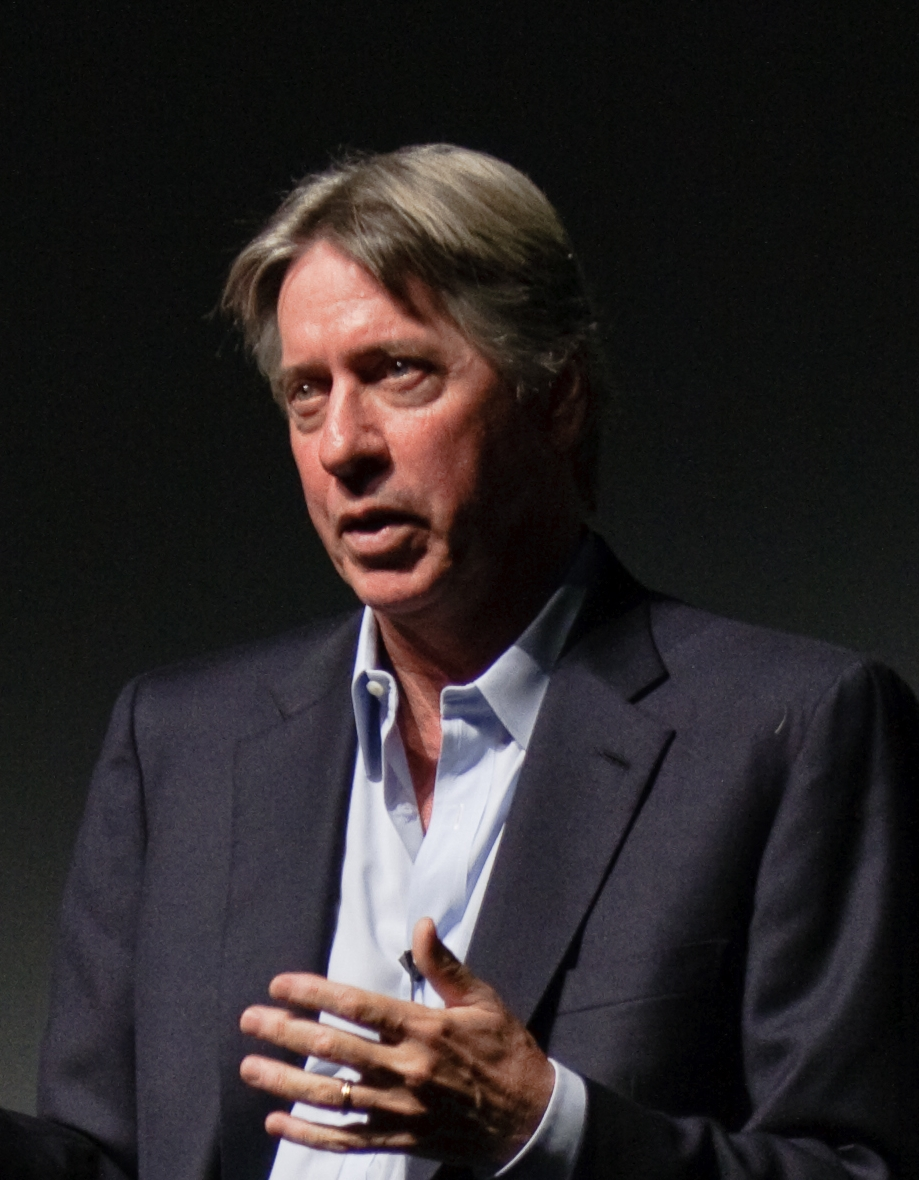
Alan Silvestri, compositor de la banda sonora.

La producción de los efectos de sonido recayó en el compositor Randy Thom, que optó por usar cascabeles y objetos metálicos para crear el motivo principal de The Polar Express, el cual intercaló con pausas para brindar una sensación de «desesperación». Con respecto a los ruidos del tren, reveló: «Después de leer el guion, sabía que tres cuartas partes de la película se desarrollan en el Expreso Polar, y que tramos significativos en ciertas escenas serían únicamente lo que oiríamos desde el tren. Teníamos que hacer del tren un personaje con sonido, darle un sonido complejo que cambiara de un momento a otro y lo hiciera parecer siempre real».
El equipo optó por grabar con micrófonos, y por separado, la mayoría de los sonidos de un par de locomotoras en California y en Míchigan, los cuales habrían de ser editados durante la posproducción de acuerdo con las distintas secuencias del filme. Adicionalmente se agregaron sonidos de chapas, arcos de violín y viola, y timbres de campanas para brindarle un efecto más musical. Sobre este proceso, detalló: «Bob [Zemeckis] quería que el tren pareciera lo más vivo posible. En el punto donde el chico ve por primera vez el tren, este no se mueve, pero acaba de detenerse y ves enormes oleadas de vapor que salen de él. En ese punto de la película, Bob me animó a hacer que los sonidos del tren fueran lo más musicales y vivos [como fuese] posible». Cabe agregar que la mayor parte de los diálogos y efectos de sonido grabados durante las sesiones de captura del movimiento tuvieron que ser editados para eliminar el ruido de los sets.
A mediados de 2002, Alan Silvestri se involucró en la composición de la banda sonora de The Polar Express, su undécima colaboración con Zemeckis. A diferencia de otras producciones cinematográficas, en esta ocasión las canciones del compilatorio debieron ser compuestas y grabadas antes de la animación de la cinta. Una de las últimas piezas musicales en ser producidas fue el tema principal «Believe», cuya intención era que pasara a ser «un nuevo estándar navideño» a petición de Zemeckis. De acuerdo con Silvestri: «No fue muy específico sobre lo que podría ser, porque si miras los estándares navideños, incluyen todo, desde Bing Crosby cantando "White Christmas", ¡hasta Alvin and the Chipmunks! Entonces, lo que comenzamos a ver fue que queríamos tener algún tipo de gran tema que abarcara la esencia de la película, y luego realmente queríamos encontrar una manera de expandir eso y tener algo que fuera este gran tipo de visión general del corazón de la película en la canción». Cabe mencionar que desde el inicio se consideró a Josh Groban como intérprete de la canción, coescrita junto con Glen Ballard.
The Polar Express Original Motion Picture Soundtrack salió a la venta el 2 de noviembre de 2004 tanto en formato físico como digital, además de estar disponible en iTunes. Tras su lanzamiento, en 2006 el compilatorio obtuvo un Grammy como «mejor álbum de banda sonora para medio visual», y al año siguiente se hizo acreedor a una certificación de la Recording Industry Association of America como «disco de oro» —de acuerdo con Nielsen SoundScan, se trata de una de las bandas sonoras y producciones navideñas con mayores ventas—. A su vez, la Academia de Artes y Ciencias Cinematográficas nominó a «Believe» como «Mejor canción original» en la ceremonia de premios Óscar de 2005, en la cual fue interpretado en vivo por Groban y Beyoncé. A continuación, se enlistan las canciones de la banda sonora original en inglés:
| The Polar Express (Original Motion Picture Soundtrack) |                                                        |          |  |
| N.º                                                    | Título                                                 | Duración |  |
| 1.                                                     | «The Polar Express»                                    | 3:23     |  |
| 2.                                                     | «When Christmas Comes to Town»                         | 4:06     |  |
| 3.                                                     | «Rockin' on Top of the World»                          | 2:34     |  |
| 4.                                                     | «Believe»                                              | 4:18     |  |
| 5.                                                     | «Hot Chocolate»                                        | 2:31     |  |
| 6.                                                     | «Spirit of the Season»                                 | 2:32     |  |
| 7.                                                     | «Seeing Is Believing»                                  | 3:44     |  |
| 8.                                                     | «Santa Claus is Comin' to Town»                        | 2:33     |  |
| 9.                                                     | «White Christmas»                                      | 3:03     |  |
| 10.                                                    | «Winter Wonderland»                                    | 2:41     |  |
| 11.                                                    | «t's Beginning to Look a Lot Like Christmas»           | 2:37     |  |
| 12.                                                    | «Silver Bells»                                         | 2:37     |  |
| 13.                                                    | «Here Comes Santa Claus (Right Down Santa Claus Lane)» | 3:02     |  |
| 14.                                                    | «Suite from The Polar Express»                         | 6:02     |  |
| 15.                                                    | «Frosty the Snowman»                                   | 3:08     |  |
| 16.                                                    | «Deck the Halls»                                       | 1:16     |  |

### Características técnicas
The Polar Express tiene una relación de aspecto de 2.39: 1 en formato estándar y de 2.00: 1 en IMAX, con un formato de negativo completamente digital, mientras que el formato impreso varía desde los 35 mm —realizado con Kodak Vision 2383, que evita que los títulos no tengan flecos coloridos, los colores desteñidos o que los toques de luz aparezcan más suaves— o los 70 mm —para los lanzamientos en formato IMAX—. Por su parte, los sistemas DTS, Dolby Digital, SDDS e IMAX 6-Track se utilizaron para la mezcla de sonido. La banda sonora fue producida mediante el sistema 12-Track Digital Sound.

## Lanzamiento

### Mercadotecnia
El primer avance extendido se lanzó en noviembre de 2003 durante la exhibición en cines de la película Looney Tunes: De nuevo en acción. Tan pronto como comenzó el año 2004, Warner Bros., comenzó a distribuir varios productos y publicaciones alusivas al filme, entre los cuales se incluyen un reportaje en la revista Nickelodeon Magazine y la incorporación de fotogramas de distintas escenas en otros medios impresos. La campaña de mercadotecnia incluyó la activación de un sitio web, reuniones literarias, concursos y sorteos, y exhibiciones en museos de Massachusetts y Dallas. Ese año Motive Entertainment coordinó la distribución de contenidos en los que vinculó la trama del filme con la religión, y como resultado The Polar Express se promocionó en varias estaciones radiofónicas cristianas como HomeWord Radio, y se enviaron copias en formato DVD a 50 000 iglesias en Estados Unidos.
En junio de ese año se difundió otro avance en conjunto con la película Harry Potter y el prisionero de Azkaban, mientras que, a principios de noviembre, se comercializó mercancía promocional tras concretarse acuerdos con empresas como Kraft Foods, PepsiCo y Lionel. La mercadotecnia de The Polar Express se ha extendido más allá de su estreno original en cines; por ejemplo, a finales de 2019 se estrenó el concierto The Polar Express in Concert with the VSO por parte de la Vancouver Symphony Orchestra. Asimismo, se han llevado a cabo transmisiones especiales de la película en sitios como The Rockwell Museum —en ocasiones acompañadas de orquestas en vivo—, y recorridos en trenes en distintas ciudades, que hacen referencia a la película, como parte de una colaboración con la empresa Rail Events Incorporated.

### Estreno
The Polar Express tuvo su premier el 7 de noviembre de 2004 en el Grauman's Chinese Theatre, en Hollywood, y sus ingresos se destinaron la USC School of Cinema-Television. El evento contó con intérpretes de villancicos, un modelo a escala de El Expreso Polar, árboles de Navidad y una persona disfrazada de Papá Noel acompañada de renos, y asistieron tanto el reparto principal como celebridades entre las cuales se incluyen Sean Hayes e Ice Cube. Días antes, el 21 de octubre, se había exhibido en el Festival Internacional de Cine de Chicago durante una función especial en la cual estuvieron presentes Zemeckis y Hanks, y en la que además se le realizó un homenaje al primero a manera de reconocimiento a su trayectoria cinematográfica.
El estreno al público en general ocurrió el 10 de noviembre de 2004, tanto en formato tradicional como en IMAX. En el primer caso, el metraje llegó a 3650 salas de cine de todo el mundo, mientras que la versión IMAX estuvo disponible en sesenta pantallas compatibles con esa tecnología en territorio estadounidense, y veinte más en países extranjeros. Por otro lado, sus fechas de estreno a nivel mundial fueron las siguientes:
| País                                                           | Fecha de estreno                                                                                   |
| -------------------------------------------------------------- | -------------------------------------------------------------------------------------------------- |
| Estados Unidos                                                 | 21 de octubre de 2004 (Festival Internacional de Cine de Chicago) 7 de noviembre de 2004 (premier) |
| Canadá Estados Unidos                                          | 10 de noviembre de 2004                                                                            |
| Australia                                                      | 18 de noviembre de 2004                                                                            |
| Filipinas                                                      | 24 de noviembre de 2004                                                                            |
| Austria Suiza Alemania Singapur                                | 25 de noviembre de 2004                                                                            |
| Colombia México                                                | 26 de noviembre de 2004                                                                            |
| Francia                                                        | 1 de diciembre de 2004                                                                             |
| Perú                                                           | 2 de diciembre de 2004                                                                             |
| Dinamarca España Finlandia Reino Unido Islandia Italia Polonia | 3 de diciembre de 2004                                                                             |
| Bélgica                                                        | 8 de diciembre de 2004                                                                             |

| País                                                                                       | Fecha de estreno                        |
| ------------------------------------------------------------------------------------------ | --------------------------------------- |
| Argentina Bolivia Chile República Checa Hungría Israel Países Bajos Nueva Zelanda Portugal | 9 de diciembre de 2004                  |
| Grecia Irlanda Noruega Panamá Suecia                                                       | 10 de diciembre de 2004                 |
| Tailandia                                                                                  | 18 de diciembre de 2004                 |
| Emiratos Árabes Unidos Baréin Egipto Kuwait Omán Catar                                     | 22 de diciembre de 2004                 |
| Hong Kong Rusia Ucrania                                                                    | 23 de diciembre de 2004                 |
| Estonia India Corea del Sur Lituania Letonia Rumania                                       | 24 de diciembre de 2004                 |
| Georgia                                                                                    | 5 de enero de 2005                      |
| Turquía                                                                                    | 14 de enero de 2005                     |
| Venezuela                                                                                  | 25 de diciembre de 2005 (Relanzamiento) |

## Recepción

### Comercial
En Estados Unidos y Canadá, que en conjunto forman el mercado doméstico, The Polar Express recaudó 2,6 millones USD en su día de estreno, cifra solamente superada por Los Increíbles, de Pixar, que obtuvo casi el doble de ingresos. Este resultado se replicó el primer fin de semana de difusión de la película, cuando sus recaudaciones superaron los 20 millones USD, por debajo de los poco más de 50 millones USD de la animación de Pixar. En su segundo fin de semana, su rendimiento en taquilla cayó un 33% hasta los 15,6 millones USD, un decrecimiento ligeramente inferior al de Los Increíbles, período en el que las salas de cine recibieron a National Treasure y Bob Esponja: la película.La 4° posición en el top de las películas con mayores recaudaciones se mantuvo paradójicamente hasta el fin de semana de Navidad; si bien había superado a la cinta de Pixar, cayó al sexto lugar en el listado encabezado por las películas Meet the Fockers, Lemony Snicket's A Series of Unfortunate Events, Fat Albert, El aviador y Ocean's Twelve —esta última también de Warner Bros—.

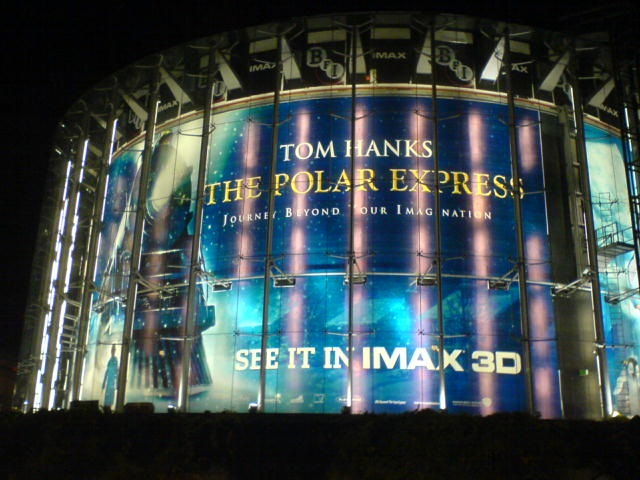
Póster promocional de la versión IMAX de The Polar Express en 2006.

Por otra parte, sus mejores resultados semanales en general tuvieron lugar entre el 12 y 18 de noviembre de 2004, y del 3 al 6 de diciembre, cuando alcanzó la segunda posición de ingresos, solamente vencida por Los Increíbles y National Treasure, respectivamente. Su última exhibición en cines ocurrió en la semana del 4 al 10 de marzo de 2005, cuando recaudó 105 782 USD adicionales en poco más de un centenar de salas de cine. Tras un total de dieciocho semanas en difusión, The Polar Express se hizo con un total de 162 775 358 en EE. UU. y Canadá, y 123 225 147 en otros países, lo que dio un monto total de 286 millones USD. De esta recaudación, la versión IMAX obtuvo 45 millones USD en general. No obstante, cada año la película vuelve a tener estrenos limitados primordialmente en EE. UU. y Canadá, lo cual ha reportado ingresos adicionales hasta 2020 por 28 millones USD, con lo cual las ganancias absolutas de The Polar Express superan los 314 millones USD. Hasta 2020, es la sexta película navideña con más recaudaciones de todos los tiempos, por debajo de Home Alone (1990), El Grinch (2018), El Grinch (2000), Home Alone 2: Lost in New York (1992) y Elf (2003). En cuanto al listado de películas animadas más exitosas, ocupa el puesto 66° hasta febrero de 2021 por encima de otras cintas del mismo género estrenadas el mismo año, tales como El espantatiburones, aunque superada por Shrek 2 y Los Increíbles. Asimismo, pasó a ser la novena película con mayores recaudaciones de 2004 en EE. UU. y Canadá, así como la segunda de Warner Bros., más exitosa de ese año, solo superada por Harry Potter y el prisionero de Azkaban.
La taquilla de Europa y Medio Oriente superó los 73 millones USD en veinticinco países, encabezada por los ingresos de Reino Unido —23,5 millones USD—, Francia —11,3 millones USD—, Alemania —10 millones USD—, España —9,8 millones USD— e Italia —5,5 millones USD—, países en los que se recaudó alrededor del 80 % de la taquilla de ese territorio. Cabe señalar que los resultados de Reino Unido también incluyen un relanzamiento en la temporada navideña de 2005. El fin de semana con mayores recaudaciones en ese país comprendió del 10 al 12 de diciembre de 2004, período en el que obtuvo 2,4 millones USD. En cuanto al mercado de Asia-Pacífico, la mayor parte de los ingresos se generaron en los cines de Japón —9,9 millones USD—, Australia —7,5 millones USD— y Corea del Sur —3,1 millones USD—. En Japón pasó a ser una de las pocas cintas animadas cuya taquilla de ese año superó los mil millones de yenes; cabe mencionar que ese año la industria japonesa de cine se encontraba en una «fase de recuperación» económica y su cartelera de producciones extranjeras se centró en la difusión de animaciones. Finalmente, México y Brasil representaron las mayores fuentes de ingresos para la cinta durante su exhibición en siete países de Latinoamérica, al recaudarse poco más de 10 millones USD en ambos países.

### Crítica

#### Anglosajona y de otros países
The Polar Express posee una valoración de 56% en el sitio web recopilatorio Rotten Tomatoes, de acuerdo con 208 reseñas; en su evaluación, los responsables del portal concluyeron que, «aunque la película es visualmente impresionante en general, la animación de los personajes humanos no es lo suficientemente realista y la historia está llena de sustancia blanda». Mientras tanto, Metacritic le asignó una calificación promedio de 86 sobre 100 a partir de treinta y seis evaluaciones de distintos medios, y en IMDb tiene una puntuación de 6.6/10, sobre la base de más de 180 000 votos.
En su reseña para The Guardian, Peter Bradshaw destacó que «por media hora más o menos, [la cinta] es genial: una mezcla de Spielberg, Norman Rockwell y Roald Dahl. Luego, el contenido de schmaltz aumenta cada vez más, como si se administrara por goteo, hasta que al final estamos ahogados en sacarosa». Keith Phipps, de The A.V. Club, opinó de manera similar en el sentido de que «como espectáculo, luce extraordinario. Sin embargo, como película, es el equivalente a un regalo de Navidad cuidadosamente envuelto que contiene un bonito par de calcetines nuevos». Si bien Richard Schickel, de Time, desestimó la trama al catalogarla como «torpe», elogió las secuencias del tren al argumentar que «todo son curvas en S y subidas y bajadas de montañas rusas, con un viaje patinando a través de una capa de hielo literalmente sin pistas [...] A los fanáticos más viejos les recordarán las aventuras de Cinerama de sus jóvenes malgastados, pero esta vez el proceso es perfecto, sin molestos jiggles donde las tres pantallas de la vieja tecnología nunca coincidían del todo. Hay ocasiones en las que te echas hacia atrás en tu asiento para evitar que algún objeto se precipite contra ti. Otras veces sentirás que tu estómago desciende hacia tus tobillos». Su opinión coincidió con la de Desson Thomson, de The Washington Post, que elogió ciertas secuencias como las del vuelo del ticket y la de los caribúes que «ricamente detalladas y siempre sorprendentes, crean una imagen navideña verdaderamente satisfactoria, del tipo que todos pueden disfrutar y que incluso pueden restaurar un poco la infancia perdida en muchos espectadores adultos. No se puede pedir mucho más».
Varios medios calificaron negativamente la animación de los ojos humanos; por ejemplo, David Germain, de Associated Press, reiteró que «simplemente no se ven bien. De hecho, la mayoría de las veces, se ven simplemente mal, el tipo de personajes espeluznantes más propensos a inducir pesadillas que visiones de ciruelas azucaradas». Por otra parte, Phipps, de The A.V. Club, detalló: «De vez en cuando, incluso los efectos defraudan a la película. Algunos personajes parecen increíblemente realistas. Otros, como el joven amigo del héroe (con la voz de Nona Gaye), se parecen asombrosamente al trágico gul enmascarado de Les yeux sans visage. Y los momentos en que un personaje toca con rigidez a otro crean la impresión inquebrantable de una tecnología cuyo momento aún no ha llegado, que trabaja al servicio de una historia que nadie supo cómo contar». Además de criticar la ausencia de un desarrollo narrativo o de los personajes, Joe Morgenstern, de The Wall Street Journal, detalló asimismo: «Las figuras cuasi humanas habitan una tierra de nadie donde el lenguaje corporal está extrañamente empobrecido y los rostros no expresan sentimientos; no es solo una epidemia de ojos muertos, sino de rasgos apagados que hacen que los niños se vean sombríos, privados de sueño o simplemente tristes». La evaluación de la revista estadounidense Rolling Stone de forma idéntica mencionó que «los ojos de los personajes, desde el niño hasta el mismo Santa (también Hanks), tienen una mirada vidriosa que es casi espeluznante en una especie de Invasion of the Body Snatchers. El resultado es un experimento fallido y sin vida en el que todo sale mal».
Ian Nathan de Empire, la calificó con 3/5 estrellas al percibir que «a pesar de toda la maravilla iluminada por las hadas, algunos se burlarán de la idea de que el director de Back to the Future incursione en un cuento tan tonto. Los cínicos estornudarán en estado de shock; los niños, jóvenes y mayores, se abrazarán y soñarán [...] Ahí es donde The Polar Express molesta y deleita al mismo tiempo: [el filme] está sofocado por el manto de los ideales navideños unidimensionales, pero te hace sentir bien». A su vez, Brian Rentschler, del sitio web Screenrant.com, le dio una calificación positiva al considerarlo como «un clásico instantáneo que ilustra de qué se trata el verdadero espíritu de la Navidad (desde una perspectiva secular de cualquier manera)», y agregó que «me han sorprendido mucho todas las reacciones negativas a esta película, principalmente centradas en los gráficos por computadora y un tono general que carece del tono cálido y alegre que normalmente se espera de las películas navideñas. Personalmente, los gráficos por computadora me pareció que eran excelentes. De hecho, ayudaron a contar la historia de una manera que probablemente no hubiera sido posible con actores y decorados en vivo». En su reseña, Roger Ebert le proporcionó la máxima puntuación de 4/4 estrellas y la catalogó como «una película que no se desgasta [con el tiempo]». Si bien se mostró de acuerdo con los comentarios sobre la animación «espeluznante», la comparó con otros clásicos como El mago de Oz y Willy Wonka & the Chocolate Factory al percibir que «Hay un tono más profundo y tembloroso, en lugar de la alegría sin sentido de la película navideña habitual [... Uno] en el que un niño inteligente no se siente demasiado complaciente [...] The Polar Express es una película para más de una temporada; se convertirá en una perenne compartida por las generaciones. Tiene una cualidad mágica e inquietante porque ha imaginado su mundo de manera fresca y ha jugado fiel a él, eludiendo todos los aburridos clichés navideños que los niños les han infligido en esta época del año. El conductor le dice al niño héroe que cree que debería subir al tren, y yo tengo el mismo consejo para ti».

#### Hispanoamericana y española
En el sitio web recopilatorio FilmAffinity posee una valoración mixta al concluir que «sin conseguir el aplauso unánime que en otras ocasiones dieron a las grandes producciones de Pixar, Disney o Dreamworks, unos pocos críticos la consideraron fallida, otros en cambio auguraron que será un clásico del cine infantil, y el resto coincidió en que The Polar Express, visualmente novedosa y espectacular, tiene su encanto, aunque no llega a despertar pasiones».
Aunque Jesús Palacios, de la revista española Fotogramas, destacó el diseño de producción de The Polar Express como uno de sus elementos positivos, la calificó con una nota de 2/5 estrellas al concluir que «tiene momentos, pero no basta con la tecnología punta ni con las buenas intenciones. Hacen falta humor y sentido común». Al igual que varias reseñas en inglés, Palacios insistió en que las actuaciones virtuales habían sido el peor elemento del largometraje al describirlos como «clones informáticos de aspecto irreal y escalofriante. La técnica capaz de rodar con cámaras virtuales, creando espacios donde funcionan travellings, dollys, etc., no puede evitar que los protagonistas parezcan incómodos muñecos de goma, asombrosamente similares a sus modelos humanos, pero también siniestramente parecidos a chuckys en busca de un espectador al que fagocitar». Con una opinión similar, Diego Batlle, del diario argentino La Nación, señaló que «carece por momentos del encanto, de la sensibilidad y de la emoción de otras historias infantiles de corte fantástico como, por ejemplo, las de Harry Potter», además de catalogar los diálogos como «ampulosos». No obstante, coincidió con Schickel de Time en que «el ritmo frenético de la narración del viaje en el expreso se asemeja, por momentos, a una vuelta en montaña rusa en un parque de diversiones: mucha adrenalina, pero escaso sustento emocional».
En una doble reseña por parte del diario El País a cargo de Javier Ocaña y Miguel Ángel Palomo en 2004 y 2016, respectivamente, se destacó el diseño de la producción al comentar que «la película es muy brillante, a lo que se suma un exquisito gusto por el encuadre y una gran habilidad para copiar sucedáneos digitales de movimientos de cámara dentro del plano» y describirla en términos generales como «Una preciosista y animada ilusión [... y] un magnífico experimento de animación». A su vez, el periódico mexicano Milenio la catalogó como una «animación [que] revive las ilusiones navideñas» y una de las cinco mejores cintas de Navidad, El sitio web Espinof.com lo describió como «un filme que termina convirtiéndose en la sucesión concatenada de diversos momentos que parecen sacados de la febril imaginación de cualquier ingeniero experto en parques de atracciones».

### Premios y reconocimientos
The Polar Express resultó nominada a una variedad de premios y reconocimientos, entre los cuales se incluyen tres premios Óscar en las categorías de mejor canción original, mejor sonido y  mejor edición de sonido en la ceremonia de 2005; un Globo de Oro por Mejor canción original; y un galardón BAFTA en el apartado de Mejor película animada. En total obtuvo cinco premios: uno como Top Box Office Films para Silvestri en los ASCAP Film and Television Music Awards de la American Society of Composers, Authors and Publishers; un Bambi como película internacional para Hanks; un Grammy para Ballard y Silvestre por «Believe», en la categoría de mejor canción escrita para una película, televisión u otro medio visual; y finalmente un par de reconocimientos Young Artist por «reparto joven sobresaliente en un nuevo medio» y un Jackie Coogan Award en la misma gala de premiación.
En adición a lo anterior, desde su estreno varios la han incluido en sus listados de las mejores películas navideñas, entre los cuales figuran BBC Radio 2, Business Insider (2015), Today (2019), Timeout.com (2020), Reader's Digest (2020), y los sitios web GamesRadar+ (2020), y Screenrant.com (2020). De igual forma, en una encuesta realizada en quince estados de territorio estadounidense por el sitio web MovieWeb, en diciembre de 2020, The Polar Express quedó en el tercer lugar entre los filmes navideños más populares del público de ese país, solo superada por Home Alone (1990) y How The Grinch Stole Christmas (2000).

## Adaptaciones

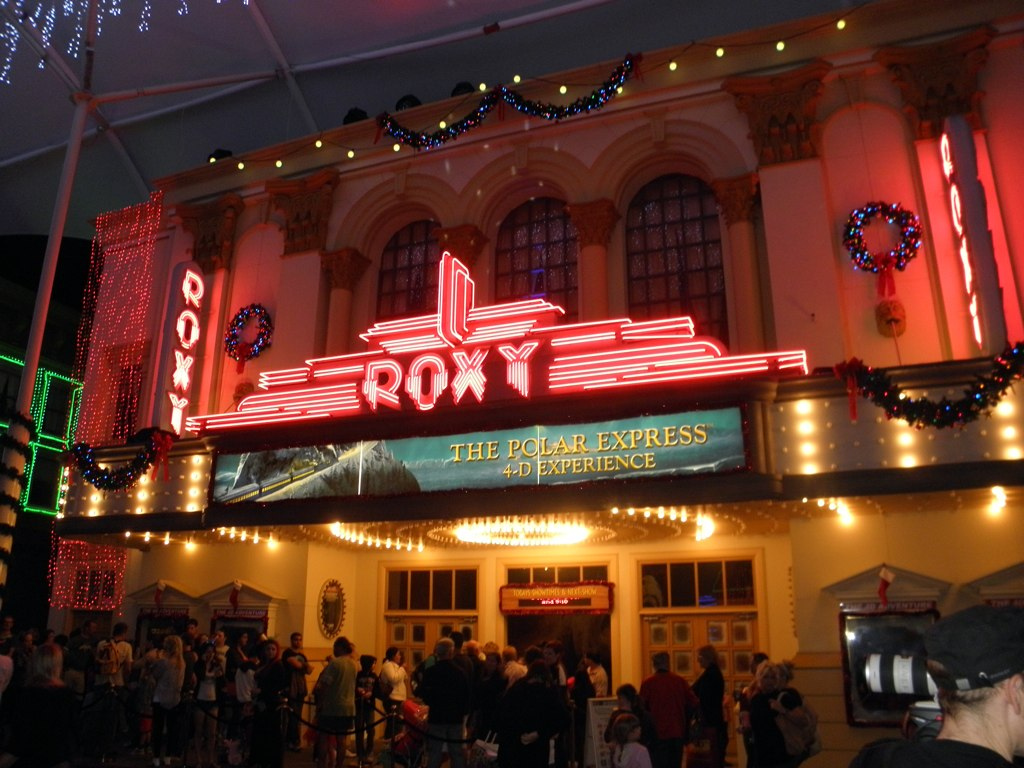
Póster promocional de la versión 4D de The Polar Express en Warner Bros. Movie World en 2010.

El 26 de noviembre de 2004 THQ lanzó un videojuego homónimo desarrollado por Blue Tongue Entertainment para las plataformas GameCube, Game Boy Advance, PlayStation 2 y Windows. A diferencia de la película, su trama gira en torno a la marioneta de Scrooge en sus intentos por evitar que los niños lleguen al polo norte y así dejen de creer en Papá Noel.
Entre 2007 y 2015 estuvo disponible la atracción tipo simulador denominada Polar Express Experience, en el parque temático SeaWorld Orlando, la cual emulaba el recorrido en el tren que da nombre a la película hacia el polo norte. En 2009 y 2011 SimEx-Iwerks distribuyó asimismo una versión cinematográfica en 4D en algunos parques de diversiones como Vancouver Aquarium, entre otros.

## Formato casero
Al año siguiente de su estreno en cines, en noviembre de 2005, Warner Bros. lanzó un par de ediciones en formato DVD, de uno y dos discos —esta última con material adicional—, tanto en resolución de pantalla ancha como de pantalla completa, así como en VHS. A partir de su distribución en el mercado y hasta 2015, por lo general se vendieron entre 100 000 y 600 000 copias de DVD en ciertas semanas de cada año. En diciembre de 2020 se ubicó en el 7° lugar de ventas en ese mismo formato, con más de 57 mil copias comercializadas a principios del mes. En 2006 tuvo un lanzamiento adicional en HD DVD, y un año después apareció en formato Blu-ray.